# Economia de Mayotte
A economia de Mayotte depende muito do setor primário - agricultura, pesca e criação animal. Grande parte dos alimentos que consome é importada, especialmente da França. A economia e o futuro desenvolvimento da região dependerão da ajuda financeira francesa, um importante complemento ao seu produto interno bruto. A localização remota da ilha é um obstáculo ao desenvolvimento do turismo.